# Campeonato salvadoreño 1968-69
El Campeonato salvadoreño de fútbol 1967-68 fue la décimo novena edición de la Primera División de El Salvador de fútbol profesional salvadoreño en la historia.

## Desarrollo
El campeón de esta edición fue el Atlético Marte, obteniendo su cuarto título. El subcampeón fue el FAS por sexta vez.

## Equipos participantes
| Club                       | Ciudad       | Departamento |
| -------------------------- | ------------ | ------------ |
| ADLER                      | Desconocido  | Desconocido  |
| Águila                     | San Miguel   | San Miguel   |
| Alianza                    | San Salvador | San Salvador |
| Atlante San Alejo          | San Alejo    | La Unión     |
| Atlético Marte             | San Salvador | San Salvador |
| FAS                        | Santa Ana    | Santa Ana    |
| Juventud Olímpica          | Acajutla     | Sonsonate    |
| 11 Municipal               | Ahuachapán   | Ahuachapán   |
| Sonsonate                  | Sonsonate    | Sonsonate    |
| Universidad de El Salvador | San Salvador | San Salvador |

## Tabla de posiciones
| Pos.            | Equipos                    | PJ  | PG  | PE  | PP  | GF  | GC  | Dif. | Pts. |
| --------------- | -------------------------- | --- | --- | --- | --- | --- | --- | ---- | ---- |
| 1.              | Atlético Marte             | 36  | 19  | 12  | 5   | 44  | 22  | 22   | 50   |
| 2.              | FAS                        | 36  | 20  | 8   | 8   | 70  | 40  | 30   | 48   |
| 3.              | Sonsonate                  | 36  | 20  | 7   | 9   | 60  | 40  | 20   | 47   |
| 4.              | Águila                     | 36  | 15  | 12  | 9   | 63  | 41  | 22   | 42   |
| 5.              | Alianza                    | 36  | 14  | 11  | 11  | 50  | 50  | 0    | 39   |
| 6.              | ADLER                      | 36  | 11  | 11  | 14  | 53  | 62  | -9   | 33   |
| 7.              | Juventud Olímpica          | 36  | 8   | 12  | 16  | 43  | 53  | -10  | 28   |
| 8.              | Universidad de El Salvador | 36  | 7   | 14  | 15  | 38  | 56  | -18  | 28   |
| 9.              | 11 Municipal               | 36  | 7   | 10  | 19  | 44  | 73  | -29  | 24   |
| 10.             | Atlante San Alejo          | 36  | 7   | 7   | 22  | 36  | 64  | -28  | 21   |
| Equipos 1968-69 | Equipos 1968-69            | 360 | 128 | 104 | 128 | 501 | 501 | 0    | 360  |

|  |          |
|  | Campeón. |

| Campeón                  |
| Atlético Marte 4° Título |